# Богородское (Воскресенский район)
Богоро́дское — село в Воскресенском районе Нижегородской области Российской Федерации.
Административный центр Богородского сельсовета.

## География
Располагается на правом берегу реки Ветлуги, левого притока великой русской реки Волги.

## История
Дата основания села неизвестна. По историческим данным поселение существовало здесь с древнейших времён.
В селе с давних пор существовал деревянный Храм Рождества Иоанна Предтечи, со временем обветшавший. Взамен ему, на средства собранные прихожанами церкви, в период 1816—1839 гг. в Богородском была построена новая трёхпрестольная церковь Казанской иконы Божией Матери.
По сведениям Центрального статистического комитета Министерства внутренних дел Российской империи 1859 года, опубликованным в 1863 году:
«Нижегородской губернии Макарьевского уезда I-го стана, Богородское — село владельческое, при р. Ветлуге. Расположено на просёлочной дороге — от села Воскресенского к городу Макарьеву. Расстояние в верстах: от уездного города 141, от становой квартиры 9; количество дворов 54, число жителей: мужского пола — 132 чел., женского пола — 164 чел. Церковь — православная: 1 (одна), пристань на реке».

## Население
| 1999 | 2002 | 2010 |
| ---- | ---- | ---- |
| 761  | ↘732 | →732 |